# Golog
Golog, plným názvem Tibetský autonomní kraj Golog (čínsky znaky 果洛藏族自治州; tibetsky: མགོ་ལོག་བོད་རིགས་རང་སྐྱོང་ཁུལ་, Wylie: Mgo-log Bod-rigs rang-skyong-khul), je autonomní kraj v provincii Čching-chaj v Čínské lidové republice. Je obydlen zejména Tibeťany, má rozlohu 74 277 km² a jeho hlavní město Tawo se nachází v okrese Mačhen, kraj se skládá ze šesti okresů.

## Historie
Golog náleží k historickému tibetskému regionu Amdo.

## Geografie
Kraj Golog se nachází na jihovýchodě provincie Čching-chaj. Na severu sousedí s autonomním krajem Chaj-nan, na severozápadě s autonomním krajem Chaj-si, na západě s autonomním krajem Jü-šu, na jihu s autonomním krajem Ngawa a na východě s autonomními kraji Chuang-nan a Kanlho.
Průměrná nadmořská výška se pohybuje okolo 4 200 metrů nad mořem, nejvyšší hora Amňi Mačhen (ཨ་མྱིས་རྨ་ཆེན།) dosahuje výšky 6 282 metrů. Severozápad kraje má vyšší nadmořskou výšku a je spíše rovinatý. Jihovýchodní část leží níže, je zde však množství vysokých hor.
Většina území Gologu je součástí čínské největší chráněné oblasti Pramene tří řek.
Průměrná roční teplota v oblasti se pohybuje okolo -4 °C.

### Nerostné suroviny
Oblast je velmi bohatá na nerostné suroviny. V posledních letech se zde těží například zlato, stříbro, měď, kobalt, zinek, uhlí a síra.

### Vodstvo
V Gologu se nachází velké množství vodních zdrojů, pramení zde 36 toků, celkově povodí zabírá 3300 km². Tyto prameny jsou přítoky Žluté řeky nebo Dlouhé řeky. Tok Žluté řeky protéká na svých 760 kilometrech právě Gologem.
V Gologu se nachází 21 velkých jezer, celkovou plochou zaujímají až 1673 km². Největšími z nich jsou jezera Gyaring a Ngoring ležící na západě prefektury, protéká jimi i Žlutá řeka na svém nejhornějším toku. Řeky i jezera jsou velmi bohatá na ryby. Celá oblast je bohatá na ledovce.

### Fauna a flóra
Území Gologu je součást chráněného území Pramene tří řek. Žije zde mnoho zvířat, většinou se jedná o ohrožené druhy. Žijí zde například jelen bělohubý, Irbis neboli levhart sněžný. Na pastvinách roste množství bylin používaných v tradiční tibetské medicíně, například reveň, řebčík a především Housenice čínská (Ophiocordyceps sinensis; དབྱར་རྩྭ་དགུན་འབུ་ dbyar rtswa dgun 'bu; Jarca Gunbu – v létě tráva, v zimě červ), jejímž sběrem a prodejem se v létě živí velké množství obyvatel.

### Administrativní členění
Autonomní kraj Golog se člení na šest okresů.
| okres · Mačhen okres · Päma okres · Ga’de okres · Darlag okres · Čigdril okres · Madö |              |            |                   |                       |                    |                                  |
| Název                                                                                 | Název        | Název      | Název             | Počet obyvatel (2020) | Rozloha km² (2020) | Hustota zalidnění (obyv. na km²) |
| český přepis: čínštiny tibetštiny                                                     | čínské znaky | tibetsky   | tibetsky (Wylie)  | Počet obyvatel (2020) | Rozloha km² (2020) | Hustota zalidnění (obyv. na km²) |
| Okresy                                                                                |              |            |                   |                       |                    |                                  |
| Ma-čchin Mačhen                                                                       | 玛沁县       | རྨ་ཆེན་རྫོང་   | rma chen rdzong   | 58 117                | 13 473             | 4                                |
| Pan-ma Päma                                                                           | 班玛县       | པད་མ་རྫོང་   | pad ma rdzong     | 31 794                | 6 400              | 5                                |
| Kan-te Ga’de                                                                          | 甘德县       | དགའ་བདེ་རྫོང་ | dga' bde rdzong   | 41 046                | 7 123              | 6                                |
| Ta-ž’ Darlag                                                                          | 达日县       | དར་ལག་རྫོང་  | dar lag rdzong    | 40 197                | 14 537             | 3                                |
| Ťiou-č’ Čigdril                                                                       | 久治县       | གཅིག་སྒྲིལ་རྫོང་ | gcig sgril rdzong | 29 929                | 8 266              | 4                                |
| Ma-tuo Madö                                                                           | 玛多县       | རྨ་སྟོད་རྫོང་   | rma stod rdzong   | 14 490                | 24 478             | 0,6                              |
|                                                                                       |              |            |                   |                       |                    |                                  |
| Celkem                                                                                | Celkem       | Celkem     | Celkem            | 215 573               | 74 277             | 3                                |

## Zemědělství

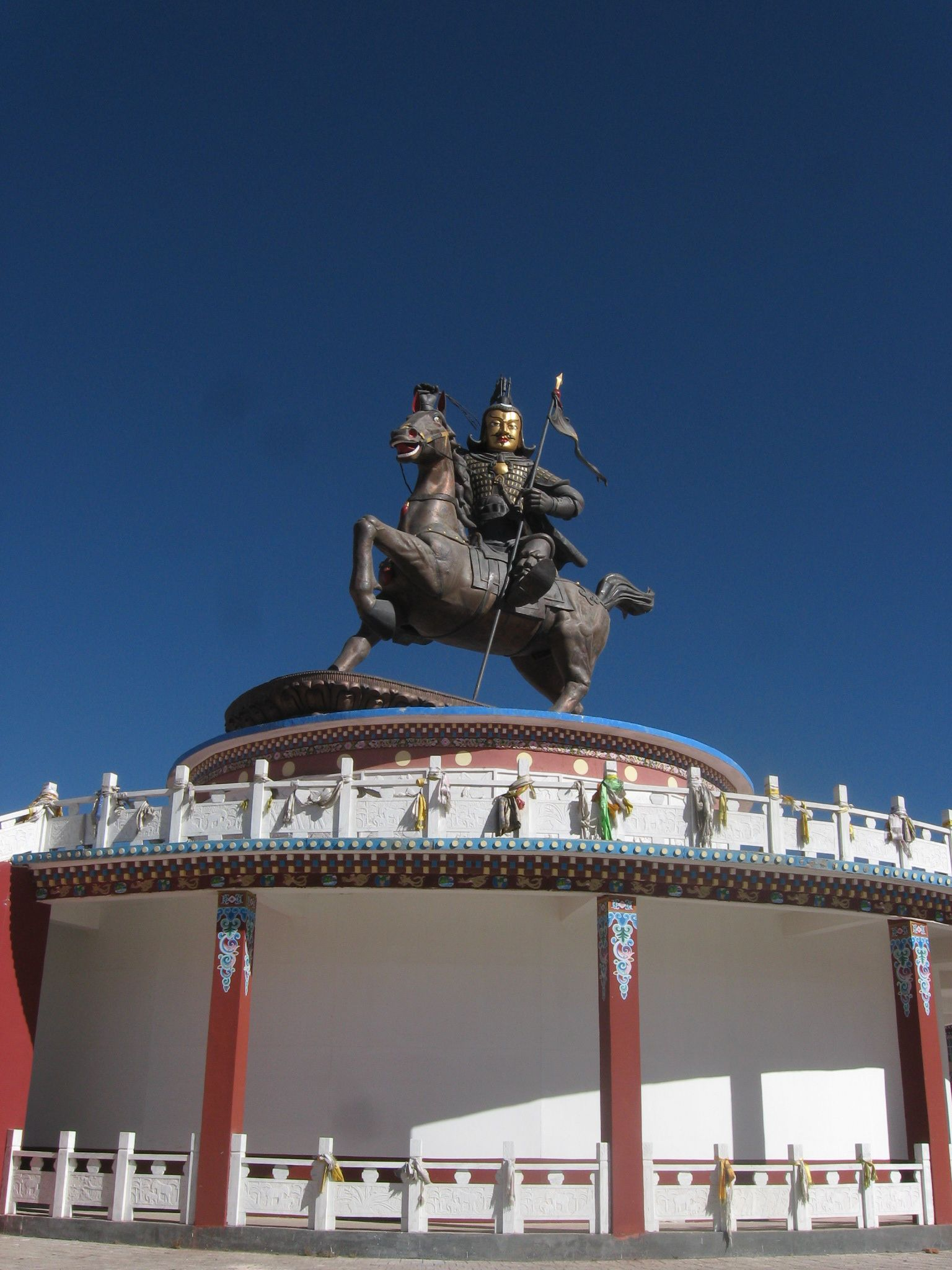
Socha krále Gesara ve městě Tawo, okres Mačhen

Golog je známý rozsáhlými pastvinami, které zabírají 71% území (60 000 km²), jako domácí zvířata se chovají jaci, krávy, ovce, kozy a další místní druhy. V Gologu se také nachází rozsáhlé lesní porosty, rostou zde převážně borovice a smrky. Ze zemědělských plodin se nejčastěji pěstuje ječmen, hrách, brambory a řepka.

## Demografie
V kraji žije 181 682 obyvatel (2010), Tibeťané tvoří 91,86% obyvatel. Mimo města, převážně v nomádských oblastech, žije 132 710 obyvatel. Žijí zde Číňané (6,5%), Chuejové (0,9%) a další národnosti (0,6%).

## Doprava
Gologem prochází dálnice G214, která vede z provinčního města Si-ning skrz Jü-šu a Tibet na jih provincie Jün-nan (Meng-chaj).
V roce 2012 začala výstavba letiště, otevření se plánuje na rok 2016.

## Turistika a kultura
- Pramen Žluté řeky u jezer Gyaring a Ngoring
- Pohoří Amňi Mačhen a stejnojmenná nejvyšší hora, sloužící především buddhistům, kteří horu obcházejí
- Klášter Rakja
- V Gologu údajně vládl král Gesar, jehož historický epos je v regionu dobře známý a připomínky na krále jsou k vidění na mnoha místech (socha na náměstí v hlavním městě Tawo apod.)